# Psorothamnus schottii
Psorothamnus schottii là một loài thực vật có hoa trong họ legume họ tên thông dụng trong tiếng Anh là Schott's dalea. Đây là loài bản địa của các sa mạc miền bắc Mexico và các khu vực phụ cận California và Arizona. Đây là cây bụi cao đến 2 m.

## Hình ảnh

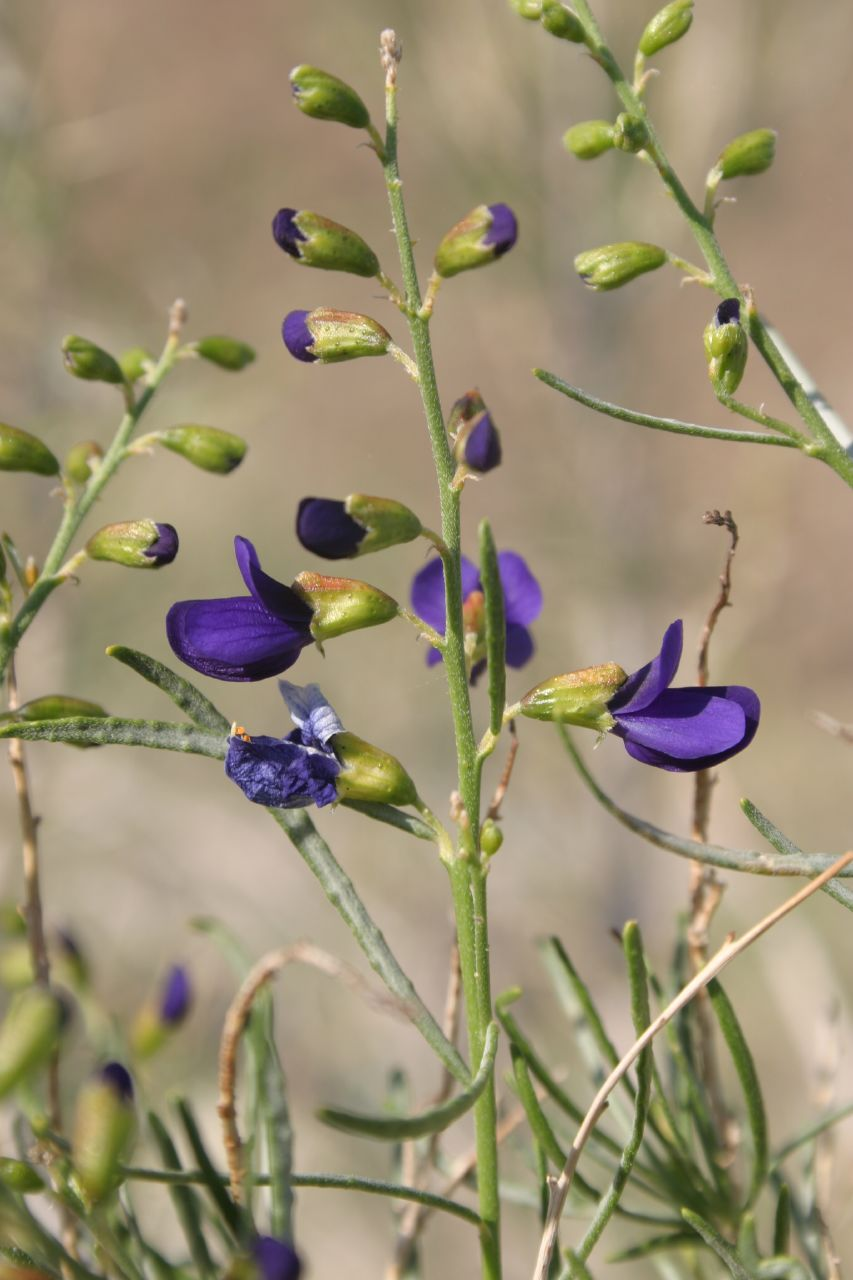
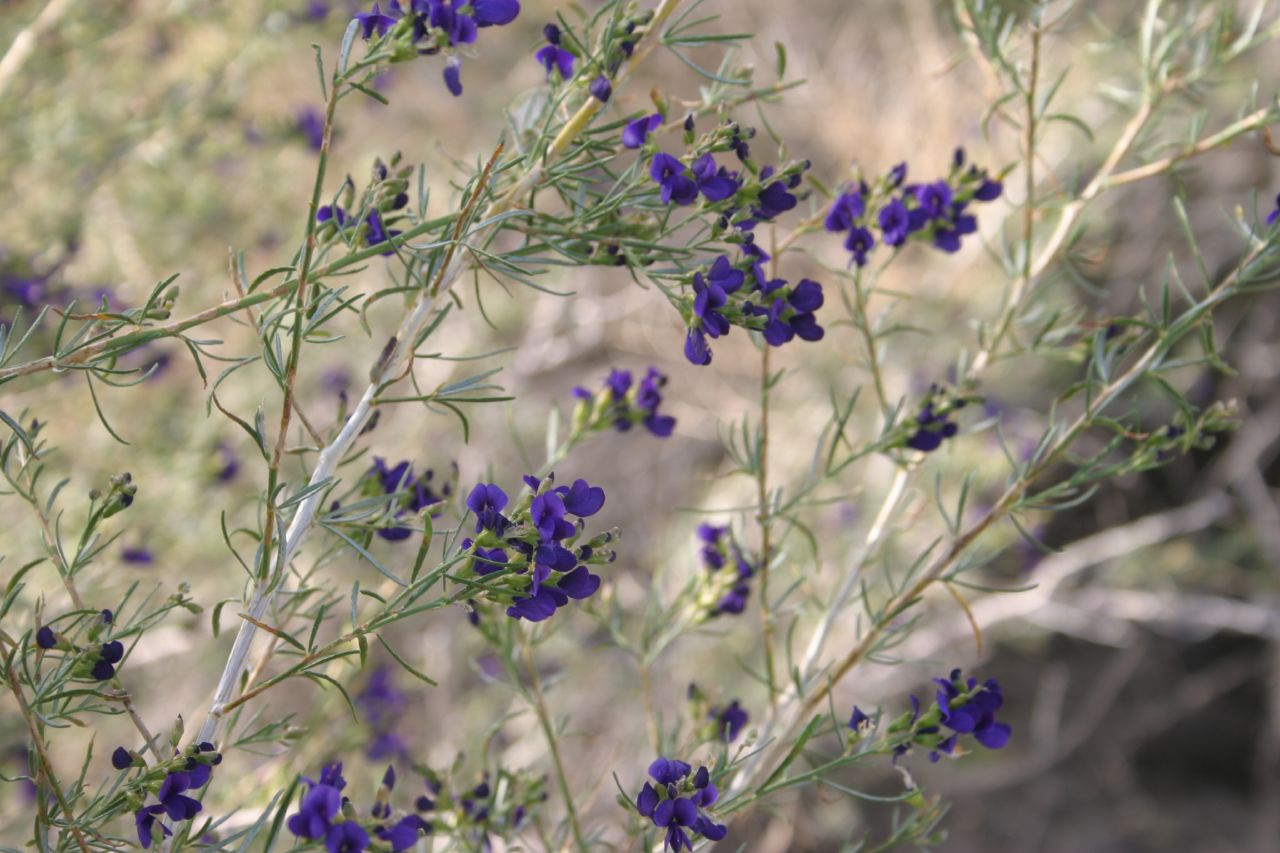
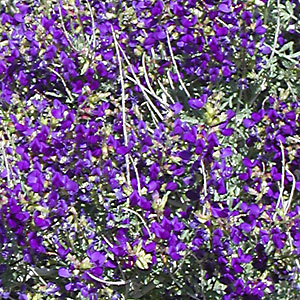